# Aussichtsturm Lhotka u Berouna
Der Aussichtsturm Lhotka u Berouna befindet sich in der Gemeinde Chyňava im Okres Beroun, Tschechien. Er liegt 600 m östlich des Dorfes Lhotka u Berouna auf einer namenlosen Kuppe (462 m n.m.) in der Křivoklátská vrchovina (Pürglitzer Bergland).
Der Turm wurde im Jahr 2007 von T-Mobile errichtet. Der in Stahlrohrbauweise ausgeführte Turm, der auf seiner Spitze Sendeantennen für Mobilfunk trägt, ist 65 Meter hoch und besitzt eine Aussichtsplattform in 30 Meter Höhe, zu der eine Wendeltreppe führt.